# Никанор (Кудрявцев)
Епи́скоп Никано́р (в миру Никола́й Па́влович Кудря́вцев; 15 ноября 1884, Москва — 30 октября 1923, Москва) — архиерей Русской православной церкви; с 1921 года — единоверческий епископ Богородский, викарий Московской епархии, настоятель Никольского единоверческого монастыря.
Причислен к лику святых Русской православной церкви заграницей в 1981 году.

## Биография
Николай Кудрявцев родился 15 ноября 1884 года в городе Москве, в семье единоверческого диакона московского Троицкого храма в Сыромятниках.
Получил хорошее образование: окончил духовное училище, затем Московскую Духовную Семинарию. После окончания семинарии в 1905 году поступил в Императорскую Московскую Духовную Академию. В 1909 году окончил Московскую Духовную Академию 1-м магистрантом LXIV курса (1905—1909 годы), и был оставлен при Духовной Академии профессорским стипендиатом. Духовную Академию отец Никанор (Кудрявцев) закончил на следующий год после выпуска LXIII курса (1904—1908 годы) в котором 1-м магистрантом был будущий известный богослов священник Павел Флоренский.
Монашеский постриг с именем Никанор, принял во время учёбы в Московской Духовной Академии, и вскоре после окончания Духовной Академии был рукоположён во иеромонаха.
В 1866 году в Москве был учрежден мужской Никольский единоверческий монастырь (в память цесаревича Николая Александровича). Торжественное его открытие было совершено епископом Леонидом, викарием Московской епархии. Кроме древлеписанных икон, собранных для Преображенского богаделенного дома И. А. Кавылиным, в монастырь были взяты образы из Озерковской и Монинской моленных.
В Никольском единоверческом монастыре были устраиваемы съезды противораскольничьих миссионеров: 1-й с 29 июня по 13 июля 1887 года и 2-й в те же дни 1891 года. Находился склад изданий противораскольнического братства свт. Петра митрополита, куда иногородние обращались за книгами. К 1907 году в монастыре жили: игумен, 22 монаха и 41 послушник.
В 1911 году настоятелем Никольского единоверческого монастыря, в возрасте 27 лет, был поставлен архимандрит Никанор, и сразу же он стал играть заметную роль в церковной жизни как своей обители так и всей Москвы. О жизни монастыря в последний период его существования (1913 год) имеется следующее свидетельство:

Монастырь этот имеет очень уединенный вид — настоящее убежище для любителей созерцательной жизни. Красивый, как будто готической архитектуры храм тёмно-красного цвета с желтыми украшениями, довольно стройная кирпичная колокольня, вдали кельи, тоже в готическом стиле, одноэтажный белый домик настоятеля, пятиглавая зимняя церковь над святыми воротами с знаменитой Хлудовской библиотекой при ней (эта церковь, ворота и здание библиотеки — желтоватого цвета)…
Всюду — трава, по местам — деревца, яблочный сад, маленькое братское кладбище — и тишина, тишина! Тишина такая, что она мне напомнила Параклит, скит Лавры во Владимирской губернии. Монахи там носят особые куколи — старинного образца: низкие, с выпуклым верхом, в каких изображаются древние преподобные или, например, святитель Митрофан Воронежский.

Видел я и молодого их архимандрита о. Никанора: о нём я слыхал от его товарища по семинарии, ещё и сейчас учащегося у нас на философском отделении. По отзыву другого студента-старообрядца, о. Никанор — человек очень строгий, но строгий по любви к аскетизму. Как любезно нас приняли там! Иеромонах, по-видимому, научно знакомый с древним искусством, показал нам подробно всю старину летнего храма; побывали мы с ним и в общих алтарях (главный — Успения, придельный — св. Николая). Мой Георгий Иванович был чрезвычайно доволен: «Это — настоящий музей», — говорил он. Особенно восхитил его образ Богоматери в главном алтаре: изображение это там называют «Голубицей»: на руках Богоматери — младенец Христос в белой одежде держит на руках белого голубка. Старинная и прекрасная икона!…
Архимандрит Никанор активно участвовал и в богословских спорах того времени отстаивая позиции консерваторов, например в 1916 году в журнале «Миссионерское обозрение» он написал резко обличительную рецензию на книгу «Столп и утверждение Истины» священника Павла Флоренского, — он утверждал, что тот «не без выгоды для себя» «захватил» труд Машкина «в свои руки».
Летом 1917 года архимандрит Никанор, как настоятель монастыря, участвовал в трудах Предсоборного совета, а также во Всероссийском съезде монашествующих в Свято-Троице-Сергиевой Лавре.

### Епископское служение
В 1921 году был хиротонисан во единоверческого епископа Богородского, викария Московской епархии. И при этом продолжал возглавлять монастырь до 1923 года, когда по болезни ушёл на покой. В житии преподобномученика Иоасафа (Боева), который служил с 1918 года иеродиаконом в Никольском единоверческом монастыре, рассказывается, что в 1921 году он был рукоположён во священника епископом Богородским Никанором (Кудрявцев) в церкви этого монастыря.
Епископ Никанор был дружен с будущим священномучеником Сергием Голощаповым, в житии которого говорится, что с 1922 года отец Сергий служил без зачисления в штат в Никольском единоверческом монастыре, где в это время служил его товарищ по Духовной Академии епископ Никанор.
В биографии Патриарха Пимена есть сведения, о том что в начале 1920-х годов, ещё учась в средней школе города Богородска, Сергий Извеков (впоследствии Пимен) пел на клиросе в архиерейском хоре Богоявленского собора города Богородска и иподиаконствовал у епископов Богородских Никанора и впоследствии у Платона (Руднева), — что может свидетельствовать о регулярном служении в 1921—1923 годах епископа Никанора в Богоявленском соборе города Богородска.
В конце 1921 года большая часть братии монастыря (включая и священников) была мобилизована на службу в армию. А к 1923 году Советские власти закрыли монастырь и на его территории организовали общежитие коммуны завода Радио.
В 1922 году епископ Никанор тяжело заболел и 5 августа 1922 года по прошению уволен на покой с оставлением настоятелем Никольского единоверческого монастяря.
1 (14) октября 1923 года Патриарх Тихон удовлетворил его прошение об уходе на покой. Ещё в Духовной Академии Никанор познакомился с будущим своим преемником по епископскому викариатству Платоном (Рудневым), стал его преемником по Богородской викарной кафедре.
Скончался 30 октября 1923 года от чахотки, имея от роду около 39 лет.
Епископ Никанор был похоронен на Семёновском кладбище Москвы.

## Почитание и канонизация
Могила его почиталась верующими, на ней постоянно заказывали панихиды и литии. В 1931 году власти объявили о ликвидации Семеёновского кладбища и разрешили родственникам перенести останки усопших на другие кладбища, и большая часть останков была перенесена на ближайшее — Преображенское кладбище. В 1946 году оставшиеся могилы на Семеновском кладбище были вскрыты, а останки кремированы, и кладбище было большей частью уничтожено (полностью кладбище было уничтожено в 1970-х годах). Что произошло с останками епископа Никанора, точно не известно, но есть предание, что они также были перенесены и заново захоронены на территории храма свт. Николая на Преображенском кладбище.
Имя епископа Никанора было внесено в черновой поимённый список новомучеников и исповедников российских при подготовке канонизации, совершённой РПЦЗ в 1981 году. Однако сама канонизация не была поимённой, а список новомучеников был издан только в конце 1990-х годов.

## Труды
1. Кудрявцев Н. П. Учение Златоуста о богатстве и его социальный идеал. /Отт. из «Богословский вестник» 1907. № 12./ — Сергиев Посад: тип. Св.-Троиц. Сергиевой Лавры, 1907. 15 с.
2. Кудрявцев Н. П. Речь студента Н. П. Кудрявцева, произнесённая на могиле проф. А. П. Лебедева. // «Богословский вестник» 1908. № 7/8. С.602-604.
3. Кудрявцев Н. П. Евстафий Антиохийский: Биогр. очерк. /Отт. из «Богословский вестник» 1910. № 3, № 5, № 7/8, № 9./ — Сергиев Посад: тип. Св.-Троиц. Сергиевой лавры, 1910. 57 с.
4. Кудрявцев Н. П. Философия Мэн де Бирана в начальной стадии её развития. — М.: типо-лит. т-ва И. Н. Кушнерев и К°, 1911. 33 с.
5. Никанор (Кудрявцев), игум. К материалам для истории [церкви Живоначальные Троицы] 1812 года. — М.: Рус.печ., 1912. 16 с.
6. Никанор (Кудрявцев), архим. «Великая наука» Раймунда Люллия в сокращении Андрея Денисова. /Отт. из «Известий Отделения рус.яз. и словесности Имп. Акад.наук». 1913 г., т.18, кн.2/ -СПб.: тип. Имп. Акад.наук, 1913. 27 с.
7. Никанор (Кудрявцев), архим. Случайное издание: [Об изд. свящ. Флоренским «Службы Софии премудрости божией»] (Библиогр. заметка). — М.: Печ. А. И. Снегиревой, 1913. 8 с.
8. Никанор (Кудрявцев), архим. Разбор учения беспоповцев о духовном священстве. — М.: «Русская печатня», 1913.
9. Никанор (Кудрявцев), архим. Мораль, основанная на демографии: Изложение и разбор книги А.Дюмона: «La morale basee sur la demographie». — Харьков: Епарх.тип., 1914.
10. Никанор (Кудрявцев), архим. Идея Логоса в Евангелии ап. Иоанна. — Харьков: Епарх. тип., 1914.
11. Никанор (Кудрявцев), архим. О праве Церкви изменять обрядовую сторону религии. — М.: «Русская печатня», 1914.
12. Никанор (Кудрявцев), архим. Суждения о расколе и раскольнические суждения академического профессора-священника. [о Павле Флоренском] — М.: «Русская печатня», 1914.
13. Никанор (Кудрявцев), архим. Кому услугу он сделал?: (По поводу книги «К истории расколо-старообрядчества второй половины XIX столетия» В. С. Макарова). — Пг.: Тип. «Колокол», 1915.
14. Никанор (Кудрявцев), архим. Как это понимать? (Старообрядчество + Старокатоличество). — М.: «Русская печатня», 1915.
15. Никанор (Кудрявцев), архим. Проторённой дорожкой. — М.: «Русская печатня», 1915.
16. Никанор (Кудрявцев), архим. Благонамереннейший из «благонамеренных» австрийцев. [о Кириллове Иване Акимовиче] — М.: «Русская печатня», 1915.
17. Никанор (Кудрявцев), архим. Вопрос о праздновании Сретения Господня в Великий пост по литургическим данным прошлого и современным. — Киев: О-ва «Петр Барский в Киеве», 1915.
18. Никанор (Кудрявцев), архим. Столп и утверждение Истины. // Миссионерское обозрение. — Пг.: 1916. Янв. № 1. С. 89-97; № 2. С. 237—257.
19. Никанор (Кудрявцев), архим. По вопросам внутренней старообрядческой письменности. // — М.: «Русская печатня», 1916.
20. Никанор (Кудрявцев), архим. Празднование пятидесятилетней годовщины Московскаго Никольскаго единоверческаго монастыря. // — М.: «Русская печатня», 1916.